# Stomia

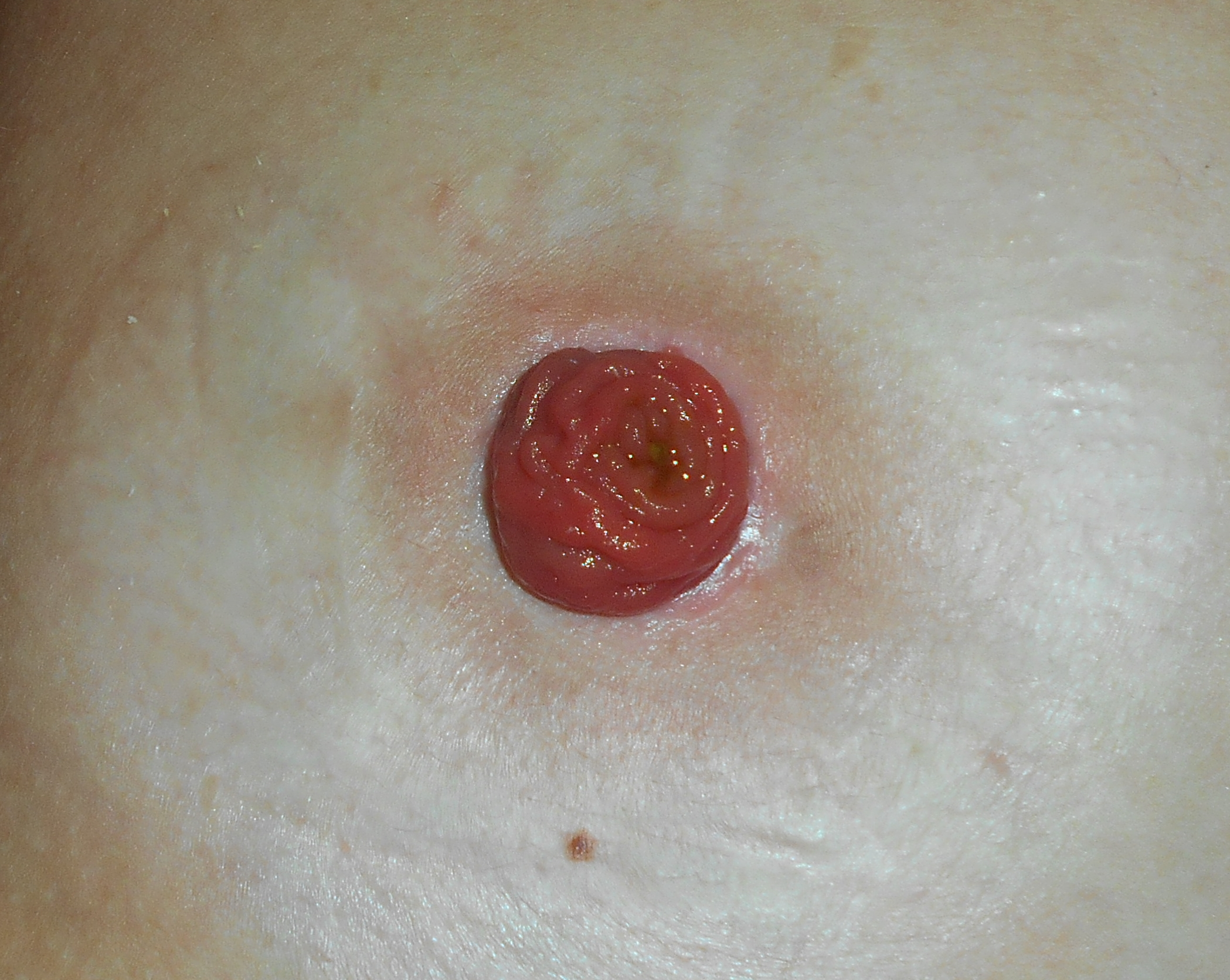
Ileostomia, czyli stomia na jelicie cienkim.

Stomia (z gr. στόμα – usta, otwór; inne używane nazwy: przetoka jelitowa, przetoka moczowa, sztuczny odbyt, anus, brzuszny odbyt) – celowo wytworzone połączenie światła narządu wewnętrznego ze skórą. W przypadku połączeń między narządami powstałych wskutek patologii lub powikłań, używa się słowa przetoka.
Pod pojęciem „stomia” najczęściej rozumie się stomię wydalniczą, czyli chirurgicznie wytworzone połączenie między przewodem pokarmowym (jelitem cienkim albo grubym) lub układem moczowym i skórą na brzuchu, umożliwiające wydalanie kału lub moczu w przypadkach, gdy z różnych przyczyn (choroby nowotworowe i nienowotworowe, wady wrodzone, urazy) wydalanie drogą naturalną zostało uniemożliwione lub utrudnione. Stomie jelitowe wykonuje się również dla odbarczenia chorej części jelita – wtedy wykonuje się stomię czasową, a po wyleczeniu przywraca się ciągłość przewodu pokarmowego.
Stomia może być pojedyncza (jednolufowa), gdy na powłoki wyprowadzony jest przekrój światła jednego odcinka jelita lub podwójna (dwulufowa, pętlowa), gdy wyprowadzeniu ulega fałd utworzony z pętli jelita, a na zewnątrz widoczne są dwa otwory.

## Rodzaje stomii wydalniczych

### Kolostomia
Najczęstszym rodzajem stomii jest kolostomia, czyli stomia na jelicie grubym. Po usunięciu chorego fragmentu jelita grubego, koniec pozostałego jelita wyprowadza się na powierzchnię brzucha, wywija na zewnątrz błonę śluzową i przyszywa do skóry. Przez powstały w ten sposób „odbyt brzuszny”, czyli stomię, odbywa się teraz wydalanie treści jelitowej do specjalnych woreczków stomijnych, naklejanych na skórę wokół stomii. Kolostomię wykonuje się najczęściej z powodu nowotworów jelita grubego, urazów brzucha, niedokrwienia jelit, niedrożności jelit.

### Ileostomia
W podobny sposób wykonywana jest ileostomia, która jest wyłonieniem na powłoki brzuszne końca jelita cienkiego, zwykle w wyniku usunięcia całego jelita grubego. Przyczyną takiej operacji najczęściej są nieswoiste choroby zapalne jelit (wrzodziejące zapalenie jelita grubego, choroba Leśniowskiego-Crohna), czy polipowatość. Wydostający się kał jest rzadszy i jest go znacznie więcej niż w przypadku kolostomii, dlatego do zaopatrzenia ileostomii używa się woreczków otwieranych na dole, dzięki czemu nie trzeba ich odklejać od skóry i wymieniać na nowe za każdym razem, gdy się wypełnią, wystarczy je tylko opróżniać.

### Urostomia[5]
Urostomia jest to stomia na układzie moczowym, umożliwiająca swobodny odpływ moczu z dróg moczowych w przypadkach, gdy z powodu choroby (nowotwory układu moczowego, wady wrodzone) nie jest to możliwe w sposób naturalny. Najczęściej wykonuje się ją przez połączenie ze skórą moczowodów za pomocą wstawki jelitowej  (ureteroileocutaneostomia, czyli operacja Brickera) – na zewnątrz wygląda to podobnie jak kolostomia lub ileostomia, z której wydobywający się mocz trafia do woreczków zaopatrzonych w kraniki do opróżniania (dzięki czemu, tak jak w przypadku ileostomii, nie trzeba ich wymieniać, kiedy się wypełnią).
Inne rodzaje urostomii to ureterocutaneostomia (bezpośrednie połączenie ujścia moczowodu ze skórą), cystostomia (przezskórne cewnikowanie pęcherza moczowego) i nefrostomia (przezskórne cewnikowanie nerki).

### Stomie dróg żółciowych
Hepatojejunostomia (portoenterostomia) – bezpośrednie zespolenie jelita cienkiego z wrotami wątroby. Wykonywane jest przede wszystkim u noworodków, u których stwierdzono wrodzone zarośnięcie dróg żółciowych.

## Zaopatrzenie stomii (sprzęt stomijny)

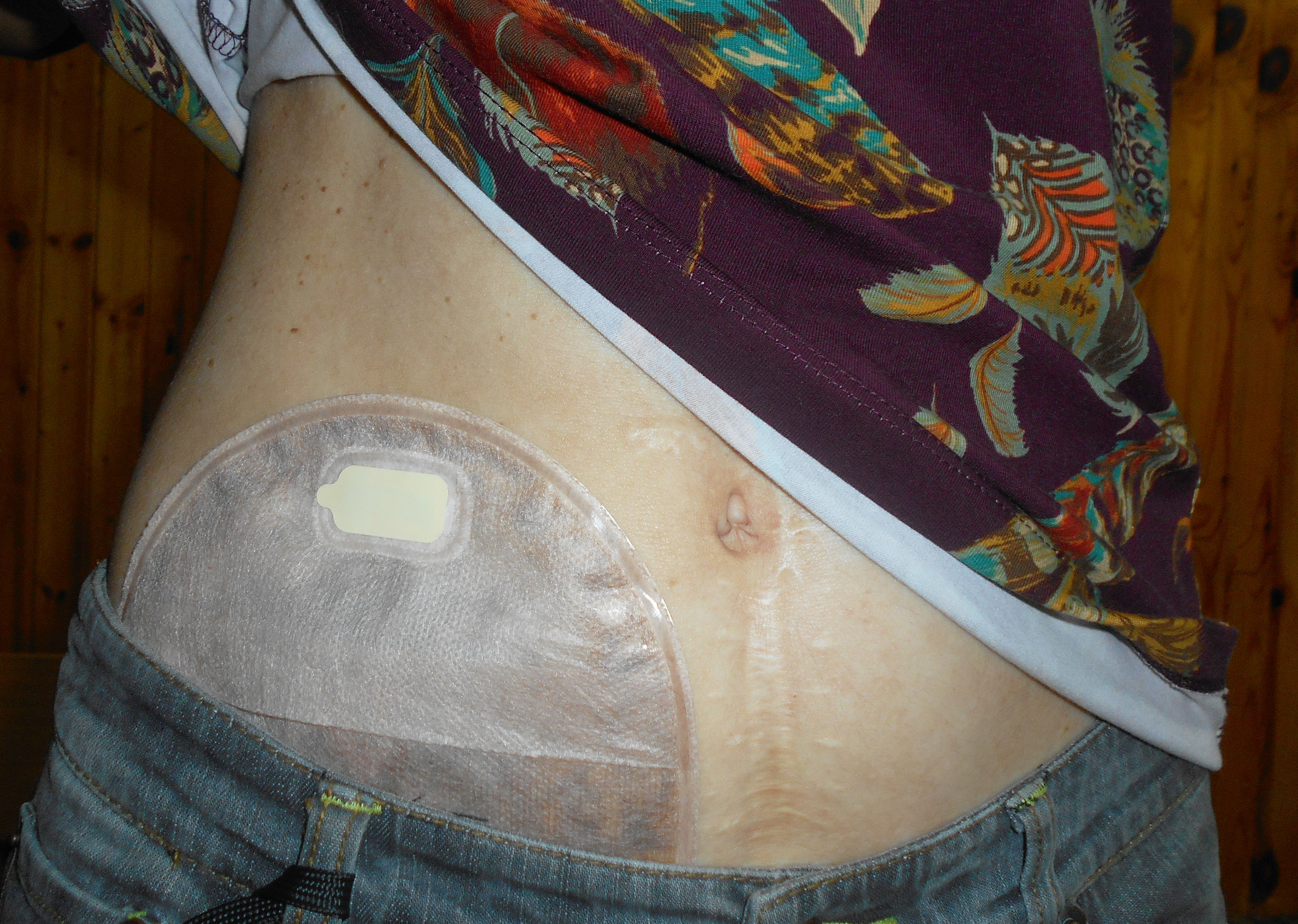
Ileostomia zaopatrzona w jednoczęściowy worek.

Stomie wydalnicze (kolostomia, ileostomia, urostomia) muszą być stale zaopatrzone w specjalny sprzęt stomijny, ponieważ wydalanie kału (a w przypadku urostomii moczu) jest całkowicie niekontrolowane. Zaopatrzenie stomii polega na naklejaniu na skórę wokół stomii (na brzuchu) plastikowych woreczków, do których spływa kał lub mocz. 
Woreczki te mogą być ileostomijne, czyli otwierane na dole (dzięki temu można opróżniać worek bez konieczności wymiany go na nowy), albo kolostomijne – zamknięte (w tym przypadku wypełnienie woreczka wiąże się z koniecznością odklejenia go i przyklejenia nowego). Worki urostomijne zawsze są otwierane, na dole posiadają kranik do odpuszczania moczu. Urostomicy mogą też używać specjalnych zestawów do nocnej zbiórki moczu.
Wyróżnia się również sprzęt dwuczęściowy (płytka naklejana na skórę + worki, które nakleja się na płytkę i wymienia dowolnie często bez konieczności odrywania płytki od skóry) oraz jednoczęściowy (woreczki naklejane bezpośrednio na skórę).
Sprzęt stomijny jest dostępny w sklepach medycznych i refundowany przez Narodowy Fundusz Zdrowia w ramach miesięcznych limitów kwotowych. Dostępny jest też różnego rodzaju sprzęt pomocniczy, jak pasty uszczelniające (zwiększające przyczepność woreczków, gdy skóra wokół stomii jest nierówna) czy pasty, gaziki lub pudry gojące (przydatne szczególnie przy ileostomii, gdyż kał wydostający się ze stomii jest wtedy bardzo drażniący wobec skóry).

## Zbiornik jelitowy (pouch)
Wewnętrzny zbiornik jelitowy, nazywany też pouchem lub zespoleniem jelitowym, może być wykonany, gdy konieczne było usunięcie odbytnicy, ale pozostawione są zwieracze odbytu. Po usunięciu (zmienionej chorobowo) części jelita, konstruuje się z jego końcowego fragmentu zbiornik, który ma na celu zastąpienie odbytnicy. Łączy się go następnie z odbytem. Operację tę wykonuje się tylko wtedy, gdy zwieracze odbytu są pozostawione i prawidłowo funkcjonują, dzięki czemu pacjent może kontrolować wypróżnianie.

## Opieka stomijna
Opieką nad pacjentami ze stomią zajmują się poradnie stomijne (lub proktologiczno-stomijne), w których zazwyczaj dyżurują lekarze chirurdzy oraz pielęgniarki stomijne.
Powstają również organizacje mające na celu pomoc pacjentom w przystosowaniu się do życia ze stomią i readaptacji społecznej. Ich głównymi zadaniami są: edukacja pacjentów, ich rodzin i personelu medycznego w zakresie prawidłowej opieki nad pacjentem stomijnym, integrowanie stomików umożliwiające im wymianę doświadczeń i wzajemne wsparcie, walka o zwiększenie (bądź utrzymanie) limitów na sprzęt stomijny, propagowanie problematyki stomii poprzez media.
Na świecie zagadnieniami tymi zajmuje się światowe stowarzyszenie International Ostomy Association (IOA). Należy do niego Polskie Towarzystwo Stomijne POL-ILKO, powstałe w 1987 roku. Powstają również regionalne stowarzyszenia stomijne, grupy wsparcia i kluby pacjentów ze stomią.